# Albrecht Gruber
Albrecht Gruber (* 24. April 1902 in Wiesbaden; † 28. Mai 1973 in Frankfurt am Main) war ein deutscher Verleger.
Er arbeitete als Verlagsbuchhändler und Prokurist in J. D. Sauerländer’s Verlag. 1936/37 übernahm er diesen als Inhaber vom letzten Familieninhaber Robert David Sauerländer (1866–1962). Von 1939 bis 1946 war er in Kriegsdienst und Gefangenschaft, während dieser Zeit führte seine Frau Hedwig Gruber (* 10. Juni 1904; † 1. Mai 1976) den Verlag, unterstützt von Robert David Sauerländer. Er setzte das Verlagsprogramm auf den Gebieten Forstwissenschaft (ab 1951 neue Zeitschrift „Silvae Genetica“) sowie Klassische Philologie fort. Nach seinem Tod übernahm sein Neffe Helmut A. Baetz den Verlag.
Im Jahre 1963 erhielt er die Heinrich-Christian-Burckhardt-Medaille der Forstlichen Fakultät der Universität Göttingen für Verdienste um die Forstwissenschaft und deren praktische Anwendungen.